# Награда „Др Јован Максимовић”
Награда „Др Јован Максимовић" додељује се  од 1977. сваке друге године за најбољи превод руске прозе. Награду додељује Удружење књижевних преводилаца Србије у сарадњи са наследницима др Јована Максимовића. Награда се уручује у просторијама Удружења у присуству породице Максимовић. 

## Добитници
1977: Милица Николић (преводилац) (Прва љубав: девет руских прича)

1979: Петар Вујчић (Марина Цветајева, Неовдашње вече) и Ана Грдан-Терзић  (Константин Паустовски, Златна ружа)

1981: Радован Матијашевић (Михаил Бахтин, Марксизам и филозофија језика) и Новица Петковић (Борис Успенски, Поетика композиције и семиотика иконе)

1983: Миливоје Јовановић (Леонид Андрејев, Приповетке), и Олга Влатковић  (Владимир Војнович, Живот и прикљученија војника Ивана Чонкина)

1985: Мила Стојнић (Александар Бели, Есеји), и Мира Лалић (Василиј Белов, Повечерје)

1987: Нана Богдановић (Василиј Белов, Приповетке), и Бисерка Рајчић (Виктор Шкловски, Грађа и стил у Толстојевом „Рату и миру”)

1989: Радмила Мечанин (Саша Соколов, Школа за лудаке, и Едуард Лимонов, То сам ја, Едичка)

1991: Лидија Суботин (Василиј Розанов, Осамљености, и Павел Флоренски, Пакао)

1993: Злата Коцић (Иван Буњин, Тавни дрвореди)

1995: Павле Д. Ивић (Николај Данилевски, Русија и Европа)

1997: Никола Николић (Иља Иљф и Јевгениј Петров, Златно теле) и Душко Паунковић (Људмила Петрушевска, Бесмртна љубав)

1999: Вера Зоговић (Владимир Набоков, Венецијанка, и Нина Берберова, Писци у емиграцији) и Зорислав Паунковић (Лидија Гинзбург, Записи, и за Покретање часописа „Руски алманах“)

2001: Мирјана Грбић (Александар Еткинд, Ерос немогућег) и Андреј Лаврик (Иља Иљф и Јевгениј Петров, Огледало живота)

2003: Слободанка Драшкоци (Нина Берберова, Курзив је мој) и Наталија Ненезић (Виктор Пељевин, Чапајев и празнина)

2005: Неда Николић Бобић (Људмила Улицка, Случај Кукоцки и Провидне приче) и Соња Бојић (Борис Акуњин, Азазел и Левијатан)

2007: Миодраг Сибиновић (Татјана Толстој, Кис) и Љубинка Милинчић (Михаил Шишкин, Вилина косица)

2009: Новица Антић (зборник најновије руске драме Време кисеоника)

2011: Људмила Јоксимовић (Александар Мешчерјаков, Књига јапанских симбола)

2013: Петар Буњак (Борис Акуњин, Ф. М.)

2015: Душан Патић (Игор Сахновски, Човек који је знао све)

2017: Дејан Михаиловић (Марк Алданов, Самоубиство)

2019: Нада Петковић (Гузељ Јахина, Деца Волге) 